# Marconist

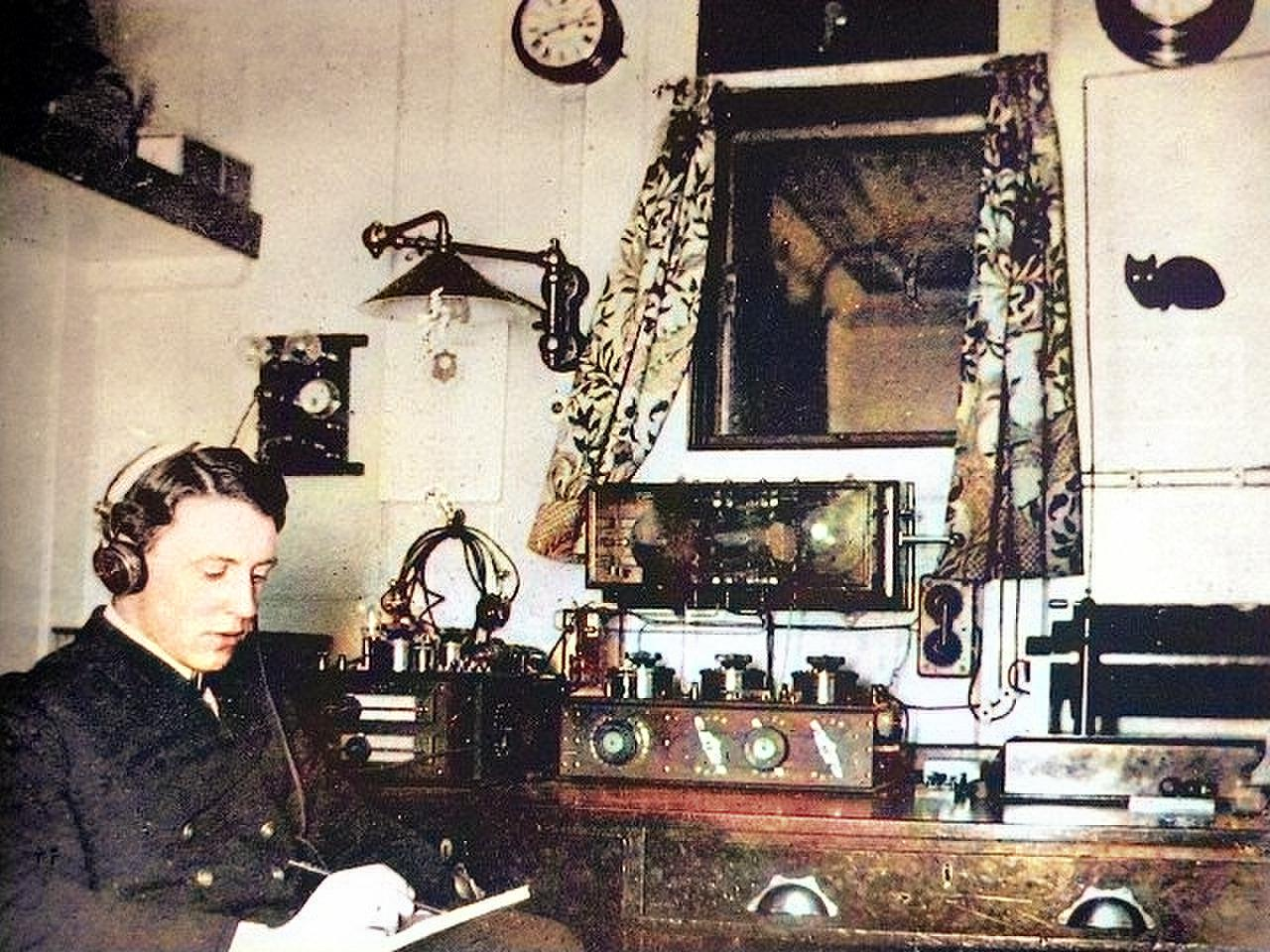
Een marconist aan boord van de RMS Olympic (1913)

Een marconist is een persoon die is opgeleid in het zenden en ontvangen van morsecodesignalen met behulp van radio. De marconist was werkzaam in telegrafiecentrales en aan boord van schepen en in de begintijd van de luchtvaart ook aan boord van luchtvaartuigen. Andere benamingen voor marconist zijn telegrafist en radio-officier. De benaming marconist is 
vernoemd naar de Italiaanse natuurkundige Guglielmo Marconi (1874-1937), de uitvinder van de draadloze telegrafie.
Het seinen van morse ging vanouds met een seinsleutel, waarbij vanuit de pols in ritmische bewegingen 'punten' en 'strepen' (korte en -driemaal- langere tonen) werden geseind. Een professionele marconist werd twee jaar lang getraind in het op correcte wijze seinen van de morsepatronen, zonder afwijkingen van de standaard. Aangezien geen enkel mens een machine is, kon een getrainde marconist vaak een andere marconist herkennen aan de kleine minieme afwijkingen in het seinschrift. Herkenbare (grotere) afwijkingen waren voor een marconist eventueel grond voor ontslag. Dit kwam hoogst zelden voor omdat de training en het examen grote afwijkingen niet toestonden.
Het ontvangen van morsecode ging vanouds op het gehoor: in professionele omgevingen meestal met behulp van een hoofdtelefoon. Sommige marconisten schreven de ontvangen letters met de hand, maar de meesten werden opgeleid om meteen de ontvangen letters op een schrijfmachine aan te slaan. Zodoende ontstond er een getypt telegram/bericht.
Een professionele marconist behoorde minimaal twintig woorden per minuut te kunnen seinen en opnemen. Dit komt dus overeen met gemiddeld honderd typeaanslagen per minuut, waarbij men ook de morsecode moest herkennen of moest omzetten naar de juiste tekens. Enkele marconisten waren in staat tot veertig woorden per minuut te seinen en op te nemen, het record ligt in de orde van 44 tot 46 woorden per minuut. 
Met de komst van de telex in het landverkeer begin 20e eeuw en met de komst van automatische radioapparatuur is marconist een uitstervend beroep geworden. Walstation Scheveningen Radio (roepnaam PCH) sloot eind jaren negentig de deuren en door SOLAS wordt morsecode niet meer vereist.
De enige groepen gebruikers zijn nog radioamateurs en militaire verbindingen in diverse landen. Ook de Koninklijke Marine gebruikt nog morse voor lichtmorseseinen (seinen tussen schepen met behulp van een gerichte seinlamp, ook wel aldislamp geheten).
Ook in de luchtvaart wordt nog morse gebruikt door piloten bij het herkennen van radiobakens.
Zo is het radiobaken Spijkerboor herkenbaar aan de letters SPY:  ••• / •——• / —•— —